# Jomine una
Jomine una är en stekelart som beskrevs av Alfred Byrd Graf och Kumagai 1998. Jomine una ingår i släktet Jomine och familjen brokparasitsteklar. Inga underarter finns listade i Catalogue of Life.